# Gala Drag Queen de Las Palmas de Gran Canaria
La Gala Drag Queen es un evento del carnaval de Las Palmas de Gran Canaria. Consiste en un espectáculo musical, en el que el acontecimiento principal es un concurso de drag queens, amenizado con otras actuaciones de cantantes y números de baile. La gala primigenia de 1998 fue una idea original de la periodista canaria Carolina Medina.
Los Carnavales de Las Palmas de Gran Canaria incluyeron por primera vez en su programa este espectáculo en 1998 que, con el paso del tiempo, se ha convertido en uno de los más populares de las fiestas.

## Concurso

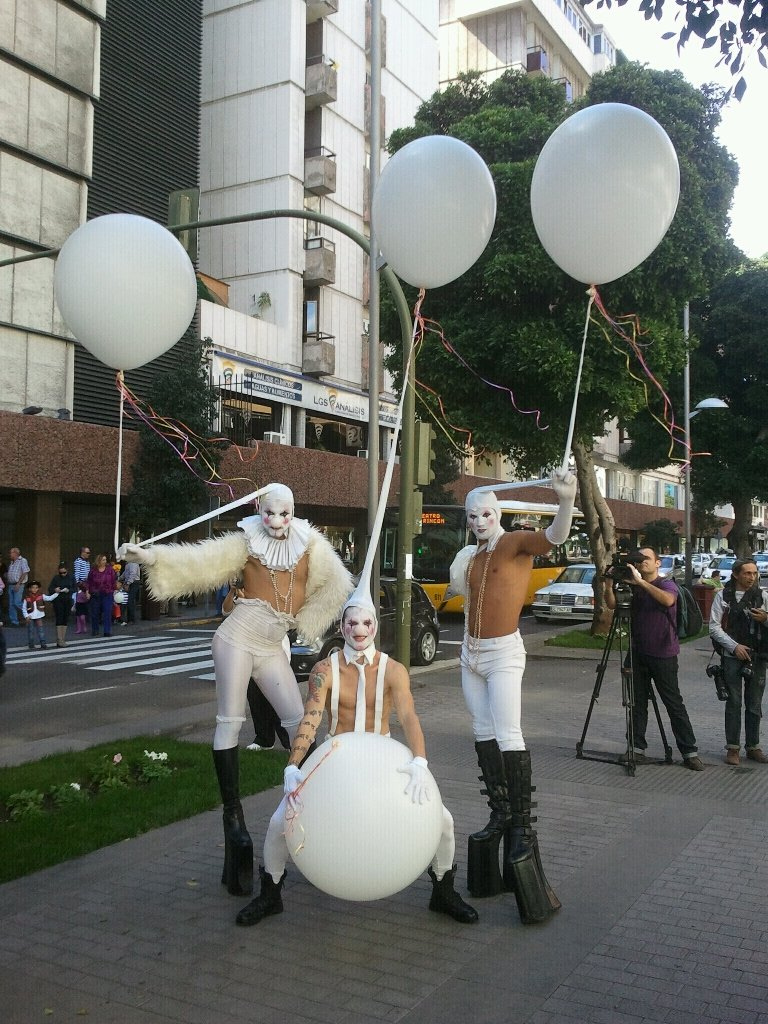
Exposición "Queen" en la que aparecen Drag Queen durante el Carnaval de 2011.

A diferencia del concurso de la elección de reina del Carnaval, donde se valoran principalmente la originalidad y espectacularidad del disfraz y la belleza de las aspirantes a reina, en el concurso drag se valora, además el talento artístico en el baile y la interpretación de un número musical. Las drag queen participantes sintetizan el carnaval en tres minutos de actuación sobre el escenario del Parque Santa Catalina. Días antes de la Gala se celebra una preselección en la que se eligen los mejores candidatos para actuar en la Gala.
En las bases no existe ninguna limitación de género u orientación sexual, si bien los participantes son hombres en su mayoría. En 2008 se presentó por primera vez una mujer, Norma Ruiz (Drag Noa), generando polémica. Ella misma fue la primera mujer en lograr estar en el palmarés, con un segundo puesto en 2010, y repitiendo puesto en 2019.
Juanjo Tejera (Crisalidrag) se convirtió en la primera persona que ha ganado dos veces este concurso, en 2006 y 2009. Rayco Santana (Grimassira Maeva) en 2014 y 2016 y Borja Casillas (Drag Sethlas) en 2017 y 2020 le igualan en victorias, siendo este último el único en ganar en dos décadas diferentes.
A partir de la gala del año 2017 se añadieron dos premios más a los otorgados anteriormente, los nuevos premios son para el tercer y cuarto finalista.

## Temas
Cada año, las actuaciones de los Drag Queen están ambientadas en un tema:
- 1998: Universal
- 1999: El gran musical
- 2000: Antiguo Egipto
- 2001: El circo
- 2002: El Caribe
- 2003: El rock
- 2004: Memorias de África
- 2005: El Quijote
- 2006: Latino
- 2007: La Belle Époque
- 2008: El Olimpo
- 2009: Los piratas
- 2010: La televisión
- 2011: El mar y las culturas
- 2012: El cómic
- 2013: El baile de máscaras
- 2014: El mundo de la fantasía
- 2015: Las mil y una noches
- 2016: Los locos años 20
- 2017: La eterna primavera
- 2018: Magia y criaturas fantásticas
- 2019: Una noche en Rio
- 2020: Érase una vez el carnaval (los cuentos)
- 2021: No hubo gala drag debido a la pandemia del COVID-19
- 2022: La Tierra
- 2023: Estudio 54
- 2024: Carnavales del mundo
- 2025: Las Olimpiadas

## Lista de ganadores
| Edición | Año  | Ganador Drag Queen Las Palmas de Gran Canaria / Fantasía                                                                                | 1.er Finalista / Fantasía                                                         | 2.º Finalista / Fantasía                                                                                            | 3.er Finalista / Fantasía                                                                                | 4.º Finalista / Fantasía                                                                  |
| ------- | ---- | --- | --------------------------------------------------------------------------------- | --- | --- | ----------------------------------------------------------------------------------------- |
| 1.º     | 1998 | Drag Heaven (Carlos Menéndez) / "Heaven, Metamorfosis Cibernética"                                                                      | Drag Kimba Ébola / "Gata siamesa escopeteada perdida en el universo"              | Pío Drag / ¿? | |                                                                                           |
| 2.º     | 1999 | Drag Ni Romeo Ni Julieta (Miguel Medina) / "Ni Romeo Ni Julieta"                                                                        | Tino el del Faunos / "Cabra loca - Fauno del jardín de las Hespérides"            | Electra Amperio / "Conspicua cúbica con reloj blando dislocada por seguir bailando"                                 | |                                                                                           |
| 3.º     | 2000 | Drag Andrómeda (Adrián Martel) / "Changó, memorial de un santo"                                                                         | Drag Psicolíbida / "La gran diosa Infanta Lolita tiene un pichí como el de Heidi" | Drag Atómica / "Melodía Atómica"                                                                                    | |                                                                                           |
| 4.º     | 2001 | Drag Veinyer (Esteban Cedrés) / "Soy la más lagarta y tetradragteada"                                                                   | Drag Anémona / "Retorno"                                                          | Drag Sagitario / "Votada del Olimpo"                                                                                | |                                                                                           |
| 5.º     | 2002 | Drag Anémona (Carlos Suárez) / "Shirem"                                                                                                 | Drag Yemaya / "Metacrilatos"                                                      | Drag Salitre / "Lujuria infernal"                                                                                   | |                                                                                           |
| 6.º     | 2003 | Drag Salamandra (José Tadeo) / "Operación conejo abierto, mi madre ya lo sabe"                                                          | Drag Atómica / "Escorpión"                                                        | Crisalidrag / "Platinium"                                                                                           | |                                                                                           |
| 7.º     | 2004 | Drag Atómica (Javier Torón) / "Mayumba"                                                                                                 | Drag Lunática / "Encerrada en la ferretería y harta de esnifar pegamento"         | Drag Marea / "Maculelé"                                                                                             | |                                                                                           |
| 8.º     | 2005 | Tunte Drag (Raúl Santana) / "Arde Roma, arde"                                                                                           | Barby Drag / "Maravillosisisisima"                                                | Drag Armagedon / "Estrón, guerra de la Antártica"                                                                   | |                                                                                           |
| 9.º     | 2006 | Crisalidrag (Juanjo Tejera) / "Lágrimas Negras"                                                                                         | Drag Séregon / "Histrix, el reflejo del mar"                                      | Drag Salitre / "Revolución"                                                                                         | |                                                                                           |
| 10.º    | 2007 | Drag Salitre (Dimas Trujillo) y Monstruos / "¿Fea yo?"                                                                                  | Drag Séregon / "Festival de la Luna llena"                                        | Drag Armagedon / "El descubrimiento de América según el ojo de Nestor Álamo"                                        | |                                                                                           |
| 11.º    | 2008 | Drag Orión (Sebastián Betancor) / "Mutación, la otra cara del mimo"                                                                     | Drag Neo / "Majestic"                                                             | Tunte Drag / "Soy Drag-cula"                                                                                        | |                                                                                           |
| 12.º    | 2009 | Crisalidrag (Juanjo Tejera) / "En defensa propia"                                                                                       | Drag Divax / "El secreto del pirata"                                              | Drag Mandrágora / "Eternia"                                                                                         | |                                                                                           |
| 13.º    | 2010 | Drag Mandrágora (Ramón Santana) / "¡Chacha! ¿quién dijo que los cuentos eran aburridos? ¿tú? ¡pues toma niñata!"                        | Drag Noa / "Misión 00 Jackson"                                                    | Drag Légora / "La carne es débil, sólo el alma es inmortal… y la tuya me pertenece"                                 | |                                                                                           |
| 14.º    | 2011 | Drag Séregon (Juan Miguel Sosa) / "Atlante, ¿vicioso o viciosa?"                                                                        | Drag Anémona / "Olokun, rey de las profundidades"                                 | Drag Légora / "Mira Mery ¡a mí no me vuelvas loca!.. Esto es Carnaval"                                              | |                                                                                           |
| 15.º    | 2012 | Drag Kuki (Antonio Ceballos) / "Diamante rosa"                                                                                          | Drag Anémona / "Bad's"                                                            | Drag Asharik / "No se admiten devoluciones"                                                                         | |                                                                                           |
| 16.º    | 2013 | Drag Xoul (Jesús Casillas) / "Okobango, La Joya Del Kalahari"                                                                           | Drag Eiko / "Made In China"                                                       | Drag Orión / "Desde Las Vegas"                                                                                      | |                                                                                           |
| 17.º    | 2014 | Drag Grimassira Maeva (Rayco Santana) / "Que se agarre Thais Henríquez y Gemma Mengual, que llega Grimassira con la sincro al carnaval" | Drag Ácrux / "Despierta el niño que hay en ti. ¡Bravo Miliki!"                    | Drag Noa / "Hollyboop, mon amour"                                                                                   | |                                                                                           |
| 18.º    | 2015 | Drag Valkiria (Nelson Rodríguez) / "El pacto de Mefistófeles"                                                                           | Drag Eiko / "Molo un montón, soy un pibón, y de las princesas soy la mejor"       | Drag La Tullida / "Pa’ lo que me queda en el convento, la armo dentro"                                              | |                                                                                           |
| 19.º    | 2016 | Drag Grimassira Maeva (Rayco Santana) / "#EncalladaenTeneriffa Señoras y señores, estamos en un breve corte publicitario #Aquejode"     | Drag Sethlas / "El tamaño si importa"                                             | Drag Vulcano / "Estás de cine cariño"                                                                               | |                                                                                           |
| 20.º    | 2017 | Drag Sethlas (Borja Casillas) / "¡Mi cielo! Yo no hago milagros, que sea lo que Dios quiera"                                            | Drag La Tullida / "Aunque la bella se vista de seda... Mariquita se queda"        | Drag Orión / "El diario de Orión. Tema del día: ¿qué por qué en España no se nos toma en serio? ¡Yo se lo explico!" | Drag Íkaro / "Reina del desierto"                                                                        | Drag Vulcano / "¡Me tienes negra!"                                                        |
| 21º     | 2018 | Drag La Tullida (Sergio Ortega León) / "¡Ay, Fefa! Que los doce puntos son para…"                                                       | Drag Quirón / "Puedo ser súper… pero no soy ningún héroe"                         | Drag Vulcano / "¿Cuántos perros hacen falta para vestir a una perra?"                                               | Drag Grimassira Maeva / "¡Vaya parida!, Querida"                                                         | Drag Noa / "Amazonia"                                                                     |
| 22º     | 2019 | Drag Chuchi (Pedro Bethencourt Guerra) / "Repite mi nombre"                                                                             | Drag Noa / "Toxic"                                                                | Drag Quirón / "Hijo de un dios"                                                                                     | Drag Vulcano / "Mira mardita... ¡Eres el diablo!"                                                        | Drag Múlciber / "Desde Transilvania y con amor vengo a clavarte mi estaca peazo bujarrón" |
| 23º     | 2020 | Drag Sethlas (Borja Casillas) / "Si la tentación es hermosa imagínate el pecado"                                                        | Drag Vulcano / "¡Dios salve a la Reina!"                                          | Drag Vánderbilt / "Basado en mis hechos reales"                                                                     | Drag Quirón / "Si no soy rey, ¿Por qué te arrodillas antes mí? Alacrán, el deseo y la lujuria"           | Drag Shíky / "Bienvenidos al 1939... ¡Chacha si estamos en el siglo XXI!"                 |
| 24º     | 2022 | Drag Vulcano (Isidro Javier Pérez Mateo) / "¡Por fin, cariño!"                                                                          | Drag Shíky / "Otro talent show de esos... ¡Chacha!, ¡Qué canto en directo!"       | Drag Ármek / "¿Es cosa mía o el mundo cada vez está más loco?"                                                      | Drag Vánderbilt / "¡La resurrección del mal!"                                                            | Drag Kiowa / "Alta temperatura"                                                           |
| 25º     | 2023 | Drag Shíky (David Batista) / "La pesada de la voz en directo este año no canta sola, viene bien acompañada"                             | Drag Équinox / "No crezcas, es una trampa"                                        | Drag Ácrux / "Todo por la corona"                                                                                   | Drag Ármek / "¿Jugamos?"                                                                                 | Drag Yshia Taisma / "No ex-taba muerta, mi cielo, Ex-taba de Ex-parranda"                 |
| 26º     | 2024 | Drag Elektra (Iván Sánchez) / "Tiene narices la cosa"                                                                                   | Drag Ácrux / "Sé tú"                                                              | Drag Ármek / "Increíble pero cierto"                                                                                | Drag Inkill / "En nombre de la democracia"                                                               | Drag Lemnos / "Es más fácil saltarme que rodearme #Fresquita"                             |
| 27º     | 2025 | Drag Ármek (Llomar Miranda) / "La belleza de lo oculto"                                                                                 | Drag Liak / "¡Mujer! ¿Jugamos?"                                                   | Drag Gio / "Si lo vas a hacer, ¡Hazlo épico!"                                                                       | Drag Ácrux / "La profundidad oculta de un dulce ángel por los prejuicios injustos de un triste infierno" | Drag Sequins / "Ay, eres como el verano. ¿Caliente? ¡No! Sin clase"                       |

Leyenda
     La drag ha conseguido dos victorias.
Drag Vulcano es la única drag que ha conseguido quedar clasificada en todas y cada una de las distintas posiciones top 5 (ganadora, primera, segunda, tercera y cuarta finalista) al menos una vez.

## Controversias
En 2015, Grimassira Maeva, ganadora del concurso en 2014, declaró su desacuerdo con el Ayuntamiento de Las Palmas de Gran Canaria y la Organización de la Gala Drag por la poca publicidad para los artistas, la falta de seguridad y lo exiguo del premio.

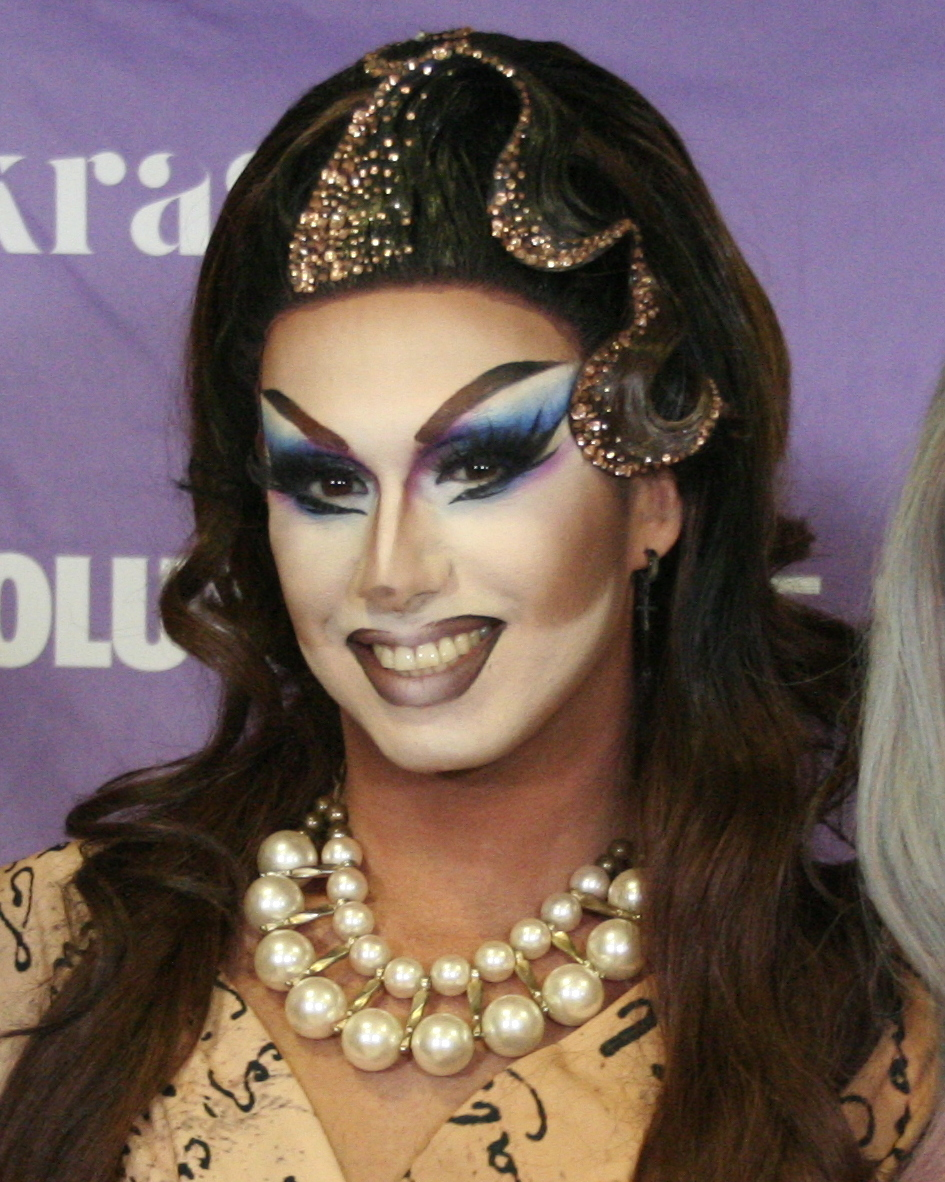
Drag Sethlas

En 2017, Drag Sethlas, vestida de la Virgen María y con una escena que presentaba la crucifixión de Cristo, resultó ganadora del certamen. La actuación fue considerada un acto que «falta el respeto a los cristianos» y «mofa a lo sagrado». La Asociación de Abogados Cristianos denunció una «actuación vejatoria» y «un nuevo ataque de odio a los sentimientos religiosos». Las críticas llegaron de diferentes ámbitos, entre ellos del político: el presidente del Cabildo de Tenerife Carlos Alonso tildó la actuación de «ofensa», agregando que «en la Gala Drag Queen de Las Palmas de Gran Canaria, en el momento estelar no hubo Carnaval ni libertad, solo ofensa». En el ámbito religioso, Monseñor Francisco Cases Andreu, obispo de la Diócesis Canariense (provincia de Las Palmas), lamentó más la actuación de la drag queen que el accidente de Spanair de 2008, por lo cual tuvo que pedir perdón a los familiares de las víctimas. También el presidente de la Federación Islámica de Canarias se manifestó en contra del espectáculo, al que consideró «blasfemo». Borja Casillas (Drag Sethlas) se enfrentó a dos querellas acusándole de herir los sentimientos religiosos, una de las cuales fue archivada por el juzgado de instrucción número 8 de Las Palmas de Gran Canaria puesto que «una fiesta como el Carnaval permite descartar una intencionalidad de ofensa». Posteriormente, Abogados Cristianos solicitaron un recurso sobre el sobreseimiento, el cual fue admitido a trámite. Finalmente, la causa fue archivada definitivamente al no encontrarse ofensa alguna a los sentimiento religiosos al tratarse de una fiesta transgresora por tradición, y Abogados Cristianos fueron condenados a pagar las costas del juicio.